# Isotelus
Az Isotelus a háromkaréjú ősrákok (Trilobita) osztályának az Asaphida rendjébe, ezen belül az Asaphoidea öregcsaládjába és az Asaphidae családjába tartozó nem.

## Rendszerezés
A nembe az alábbi fajok tartoznak:
- Isotelus brachycephalus
- Isotelus maximus
- Isotelus rex
- Isotelus gigas
- Isotelus iowensis
- Isotelus walcotti

## Tudnivalók

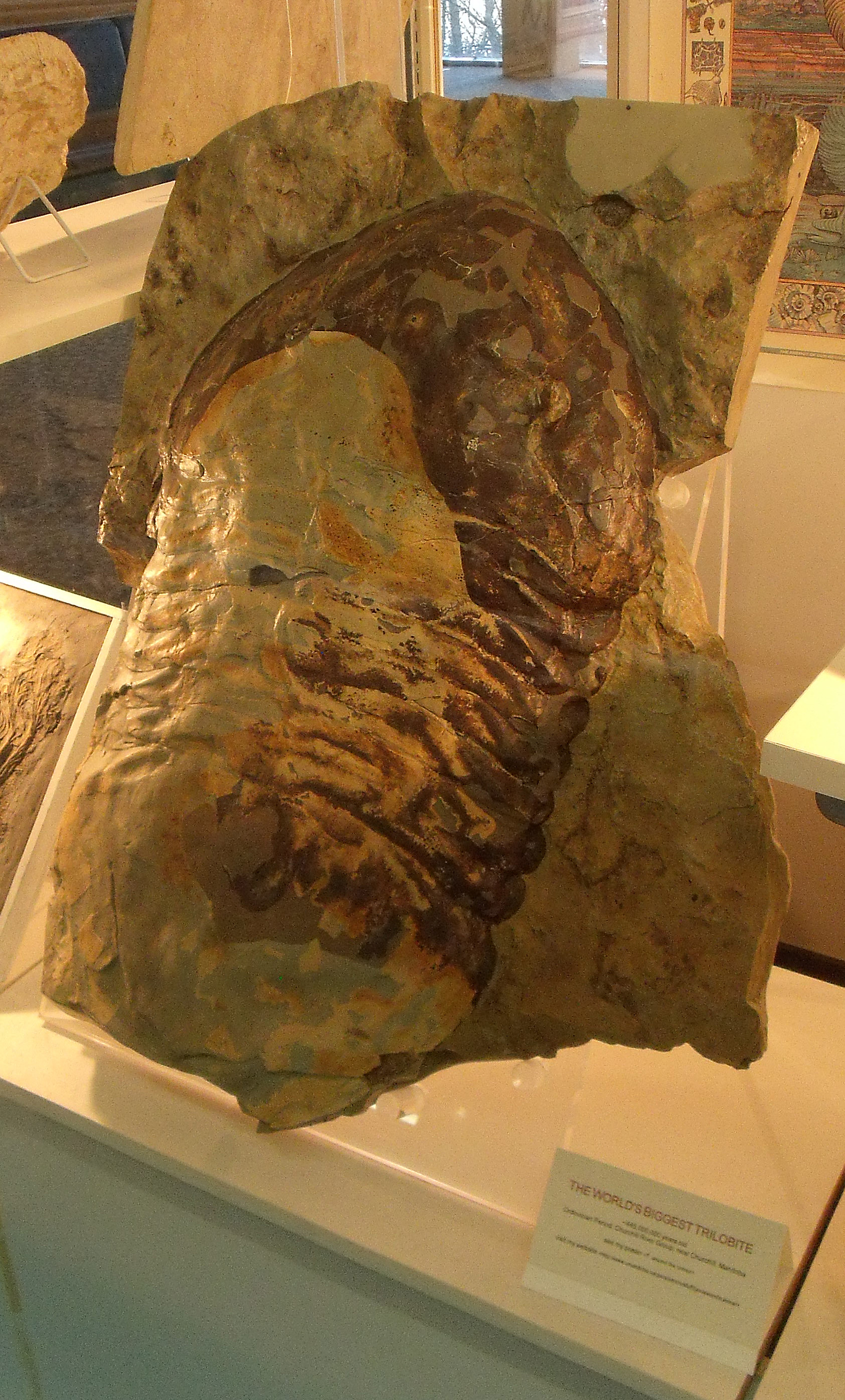
Az Isotelus rex másolata.

Az Isotelus trilobita az ordovícium közepén és végén élt. Az Amerikai Egyesült Államok északkeleti-, Manitoba északnyugati-, Québec délnyugati- és Ontario délkeleti részén eléggé közönséges fosszília. Az Isotelus rex az eddigi legnagyobb felfedezett trilobita.
Az Isotelus rex-et a manitobai Churchill város mellett fedezték fel, 1999-ben. Felfedezői: Dave Rudkin (Royal Ontario Museum), Robert Elias (University of Manitoba), Graham Young (Manitoba Museum) és Edward Dobrzanske (Manitoba Museum). Az állat 72 centiméter hosszú, 40 centiméter széles (a legszélesebb részénél; vagyis a fejnél) és 7 centiméter magas volt (a fej hátsó részének közepén).
Hatalmas Isotelust Ohio államban is találtak, ennek neve Isotelus maximus. Ohio címer fosszíliája ez lett.
Az Isotelus nagyon hasonlít a Homotelusra. Hátsó részét dupla vésőburok borítja. Az elülső és hátsó része hasonló; mindkettő félkör alakú. A tór nyolc ízből áll; a középső dudorai kissé kiemelkednek.
E nem fajai 500 - 480 millió évvel éltek ezelőtt, az ordovícium közepén és végén.

## Fordítás
Ez a szócikk részben vagy egészben  az   Isotelus című angol Wikipédia-szócikk fordításán alapul.  Az eredeti cikk szerkesztőit annak laptörténete sorolja fel. Ez a jelzés csupán a megfogalmazás eredetét és a szerzői jogokat jelzi, nem szolgál a cikkben szereplő információk forrásmegjelöléseként.